# Ana Rosa
Ana Rosa Guy Galego (Promissão, 18 de junho de 1942) é uma atriz, bailarina, escritora, musicista e dubladora brasileira. Venceu um Troféu Imprensa em sua estreia na televisão em 1965. Em 1997, entrou para o Guinness Book como a atriz que mais fez novelas no mundo.
Oriunda de uma família de artistas, estreou aos 22 anos na televisão interpretando a cigana Esmeralda na TV Tupi. Trabalhou em diversas emissoras de televisão, entre elas Rede Globo e Rede Record. No teatro, atuou em As lobas, Trair e Coçar É Só Começar, entre outras peças. Com a peça espírita (religião da atriz) Violetas na Janela, Ana e uma equipe de 25 pessoas ainda viajam pelo Brasil afora. Em 2005 escreveu e publicou o livro Essa Louca TV e sua Gente Maravilhosa.

## Biografia
Filha dos artistas circenses Jorge Galego e Hildomar Pimenta, Ana Rosa nasceu no Circo Teatro Novo Horizonte, na cidade de Promissão, no interior de São Paulo. O circo pertencia ao capitão Juvenal Pimenta, seu avô materno, e foi o berço de sua primeira experiência artística: aos quinze dias de vida, a pequena Ana Rosa foi levada ao palco durante a apresentação do espetáculo teatral "O mundo não me quis", no qual representava um recém-nascido abandonado. 
A partir daí, seguiu os passos de sua família e aos quatro anos de idade, já interpretou sua primeira personagem com falas. Aos nove anos de idade, além de atuar nos espetáculos teatrais, a atriz também trabalhava fazendo números no trapézio e no arame.

## Carreira

### Vida pessoal e início da carreira
Com apenas dezesseis anos, em 1958, conheceu o ator Dedé Santana, com quem se casou no ano seguinte. O casal teve dois filhos, Maurício e Maria Leone. O menino morreu ainda na primeira infância de leucemia.
Com Dedé excursionou trabalhando como bailarina com o Circo de Revista Real. Em 1960, Ana Rosa e Dedé Santana inauguraram a TV Alvorada, em Brasília e na ocasião, apresentaram juntos, ao vivo, diversos números circenses e teleteatros. Após um ano, foram às pressas para São Paulo, onde Maurício, o primeiro filho do casal, morreu de leucemia no dia 14 de fevereiro de 1961. No mesmo ano, ela e Dedé se separaram e Ana seguiu para Santos, onde voltou a trabalhar em circo. Meses depois, o casal reatou e, em abril de 1962, nasceu sua primeira filha, Maria Leone. Algum tempo depois o casal separou-se definitivamente. Ana Rosa teve um total de oito filhos.
Na década de 1960, Ana Rosa trabalhou nem Teatro de Revista com nomes como J. Maia, Fernando D'avilla, Guinter & Américo, Colé, Augusto César Vanucci.
Atuou em Entre Loiras e Morenas, espetáculo que estreou em 1961, no Teatro Jardel, em Copacabana, Rio de Janeiro. 
Em novembro de 1962, excursionava com Colé pelo Nordeste com o espetáculo Pelés e peladas. Na ocasião conheceu o ator Guilherme Corrêa, que veio a ser seu segundo marido. Em 1964 foram viver em Porto Alegre.
Durante a década de 1970, 1980 e 1990, conciliou seu trabalho em TV com espetáculos teatrais como "Uma janela para o sol" e "Os inimigos não mandam flores", ambas de Pedro Bloch; "Os marginalizados", de Abílio Pereira de Almeida, na Cia. de Dercy Gonçalves; "Médico à força", de Moliére; "Se", de Sérgio Jockyman; "Camas redondas, casais quadrados",  com direção de José Renato; "A calça", de Millôr Fernandes, com direção de Maurice Vaneau; "A Nonna", com direção de Flávio Rangel; "D. Rosita a solteira", de Frederico Garcia Lorca; "Amor bruxo", direção de Roney Villela; "Trair e coçar é só começar", na qual ficou quatro anos; "As lobas", direção de Antônio Pedro Borges. A convite de Walmor Chagas, a atriz integrou o elenco permanente do Teatro Ziembinsky (Rio de janeiro),  onde interpretou textos como "Prezado amigo" de Carlos Drummond de Andrade
Sua trajetória profissional confunde-se com a história da televisão brasileira. Em 1964, recebeu o convite de Cassiano Gabus Mendes,então diretor artístico da TV Tupi, para protagonizar Alma Cigana no qual ganhou Troféu Imprensa de Revelação do Ano. A novela foi a primeira da emissora gravada em vídeo tape e transmitida diariamente em horário nobre, logo se transformando num grande sucesso. 
Após a excelente audiência de sua próxima novela, Se o mar contasse, a atriz passou a fazer parte do elenco da TV Tupi.
Durante um período de separação de Guilherme Corrêa, Ana Rosa adotou José Ricardo, em 1966, Maria Luísa, e os gêmeos José Rodrigo e Maria Letícia, em 1971. Em 1975, Guilherme Corrêa mudou-se de volta para São Paulo e os dois retomaram o casamento. Em 1976, nasceu a primeira filha do casal, Ana Luísa, que morreu atropelada aos 18 anos em 1994. Nessa época converteu-se ao espiritismo. Em 1979, Ana e Guilherme casaram-se oficialmente. Em 1981, nasceu Ana Beatriz, a caçula de oito irmãos. 
Ana Rosa trabalhou na TV Tupi durante 16 anos, onde atuou em 28 telenovelas e inúmeras produções, como TV de Vanguarda, TV de Comédia, Grande Teatro Tupi, entre outras. A atriz pertenceu ao elenco do canal até janeiro de 1980, quando a emissora faliu. 
Ao longo desses 40 anos de carreira, Ana Rosa também foi pioneira trabalhando em outras emissoras. Em janeiro de 1982, foi convidada por Silvio Santos para protagonizar Destino, a primeira telenovela do SBT. 
A atriz também trabalhou em produções da extinta Rede Manchete, dentre as quais a novela Antônio Maria, produção que inaugurou, em 1985, os estúdios da TV Manchete, no bairro de Vista Alegre, cidade do Rio de Janeiro.  
Na Rede Globo, Ana Rosa fez sua estréia na minissérie Moinhos de vento (1983), com direção de Walter Avancini. Na emissora, a atriz atuou em mais de 14 produções, incluindo atuações em Caso Verdade, Brava Gente, Você Decide, Retrato de Mulher e "A Grande Família" como Genoveva, namorada de seu Flor (Rogério Cardoso). 
Na televisão, Ana Rosa trabalhou com diretores como Geraldo Vietri, Cassiano Gabus Mendes, Antônio Abujamra, Lima Duarte, Walter Avancini, Denis Carvalho, Paulo Ubiratan, Luiz Fernando Carvalho, Daniel Filho, Ricardo Waddington, Jayme Monjardim, Marcos Paulo, entre outros. 
Em 1997, juntamente com Guilherme Corrêa, fez a adaptação do livro "Violetas na Janela", de Vera Lúcia Marinzeck de Carvalho, para o teatro, e participou de sua produção. O espetáculo, que já foi assistido por mais de 156 mil pessoas, ainda excursiona pelo Brasil. Em 1998, Ana Rosa também assumiu o desafio de dirigir o espetáculo "O Cândido Chico Xavier". 
Ainda em 1997, a atriz entrou para o Guinness Book como a recordista em número de trabalhos em telenovelas gravadas em videoteipe. Como protagonista, coadjuvante ou em participações especiais.
Ana Rosa também atuou no cinema, onde trabalhou em filmes como: Quatro Brasileiros em Paris (1965), Os Diabólicos Herdeiros (1966), O Pequeno Mundo de Marcos (1968), de Geraldo Vietri, e Quatro Pistoleiros em Fúria (1972), de Edward Freund. 
No ano que Ana Rosa completou suas quatro décadas de carreira como atriz, ela comemorou com o lançamento do livro "Essa Louca Televisão e sua Gente Maravilhosa" (Editora Butterfly), que conta sua trajetória e relembra suas passagens marcantes e histórias curiosas vividas na televisão, com depoimentos de vários artistas e profissionais da área. 
A atriz ficou viúva em 2 de fevereiro de 2006, do ator Guilherme Corrêa.

## Filmografia

### Televisão
| Ano  | Título                    | Papel                      | Notas                                             |
| ---- | ------------------------- | -------------------------- | ------------------------------------------------- |
| 1964 | Alma Cigana               | Estela / Esmeralda         |                                                   |
| 1964 | Se o Mar Contasse         | Zurá                       |                                                   |
| 1964 | Quem Casa com Maria?      | Maria Lúcia                |                                                   |
| 1965 | O Mestiço                 | Marina                     |                                                   |
| 1965 | Olhos que Amei            | Nádia                      |                                                   |
| 1965 | Um Rosto Perdido          | Débora                     |                                                   |
| 1966 | O Amor Tem Cara de Mulher | Norah                      |                                                   |
| 1966 | Os Irmãos Corsos          | Emília                     |                                                   |
| 1966 | O Anjo e o Vagabundo      | Rosinha                    |                                                   |
| 1967 | Encontro com o Passado    | Luiza                      |                                                   |
| 1967 | A Ponte de Waterloo       | Kathy                      |                                                   |
| 1967 | O Jardineiro Espanhol     | Pepita                     |                                                   |
| 1967 | Os Rebeldes               | Helena Gurgel              |                                                   |
| 1968 | Beto Rockfeller           | Cida                       |                                                   |
| 1969 | Super Plá                 | Pepita                     |                                                   |
| 1969 | Nino, o italianinho       | Valéria                    |                                                   |
| 1970 | Simplesmente Maria        |                            |                                                   |
| 1970 | Toninho on the Rocks      | Alice                      |                                                   |
| 1971 | A Selvagem                | Estela / Esmeralda         |                                                   |
| 1971 | Hospital                  | Ângela                     |                                                   |
| 1971 | Nossa Filha Gabriela      | Baby                       |                                                   |
| 1972 | A Revolta dos Anjos       | Nazaré                     |                                                   |
| 1973 | Mulheres de Areia         | Alzira                     |                                                   |
| 1974 | Os Inocentes              | Sofia                      |                                                   |
| 1975 | O Sheik de Ipanema        | Gigi                       |                                                   |
| 1975 | A Viagem                  | Carmem                     |                                                   |
| 1977 | O Profeta                 | Ester de Oliveira Nogueira |                                                   |
| 1978 | Aritana                   | Ana Maria                  |                                                   |
| 1982 | Destino                   | Glória                     |                                                   |
| 1982 | Conflito                  | Andréa                     |                                                   |
| 1983 | Moinhos de Vento          | Suzi                       |                                                   |
| 1983 | A Justiça de Deus         | Alice                      |                                                   |
| 1983 | Vida Roubada              | Daniela                    |                                                   |
| 1984 | Santa Marta Fabril S.A.   | Norma                      |                                                   |
| 1985 | Antônio Maria             | Rita                       |                                                   |
| 1986 | Caso Verdade              |                            |                                                   |
| 1987 | Brega & Chique            | Madalena                   | Participação                                      |
| 1990 | Riacho Doce               | Zefa                       |                                                   |
| 1991 | Filhos do Sol             | Drª. Lívia                 |                                                   |
| 1991 | O Dono do Mundo           | Nancy                      |                                                   |
| 1992 | Você Decide               | Maria Peçanha              | Episódio: "Em Nome do Filho"                      |
| 1992 | Despedida de Solteiro     | Soraya Salgado             |                                                   |
| 1993 | O Mapa da Mina            | Antônia Moraes             |                                                   |
| 1993 | Você Decide               | Helena                     | Episódio: "O Homem Errado"                        |
| 1994 | Tropicaliente             | Ester                      |                                                   |
| 1995 | História de Amor          | Dalva Paiva                |                                                   |
| 1996 | A Vida Como Ela É...      | mãe de Vilma               | Episódio:: "Fome de Beijos"                       |
| 1996 | Anjo de Mim               | Marly                      |                                                   |
| 1996 | O Rei do Gado             | Maria Rosa Caxias          |                                                   |
| 1998 | Corpo Dourado             | Camila Pereira             |                                                   |
| 1999 | Suave Veneno              | Geni Queiroz (Geninha)     |                                                   |
| 2000 | Aquarela do Brasil        | Salete                     | Episódios: "19-22 de setembro de 2000"            |
| 2001 | Um Anjo Caiu do Céu       | Laurinda dos Anjos         |                                                   |
| 2001 | Brava Gente               | Rita                       | Episódio: "A Quenga e o Delegado"                 |
| 2002 | O Beijo do Vampiro        | Telma / Yolanda (Yoyô)     |                                                   |
| 2002 | A Grande Família          | Genoveva                   | Temporada 2                                       |
| 2003 | A Grande Família          | Genoveva                   | Temporada 3                                       |
| 2003 | Agora É que São Elas      | Solange                    |                                                   |
| 2003 | Kubanacan                 | Piedad                     | Episódios: "28 de agosto - 1 de setembro de 2003" |
| 2004 | Senhora do Destino        | Belmira Ramos              |                                                   |
| 2005 | Essas Mulheres            | Camila Seixas              |                                                   |
| 2006 | Prova de Amor             | Ela mesma                  |                                                   |
| 2006 | Bicho do Mato             | Jurema Bragança            |                                                   |
| 2007 | Caminhos do Coração       | Dalva Duarte Montenegro    |                                                   |
| 2008 | Três Irmãs                | Virgínia Jequitibá         |                                                   |
| 2010 | A Cura                    | Graciema Guedes            |                                                   |
| 2011 | Morde & Assopra           | Dinorá Batista             |                                                   |
| 2011 | Fina Estampa              | Celina Bruno Fonseca       |                                                   |
| 2013 | Louco por Elas            | Kiks                       | Episódio: "O Melhor Dia das Mães de Todos"        |
| 2014 | Boogie Oogie              | Zuleica Rodrigues          |                                                   |
| 2016 | A Lei do Amor             | Zuleika Pessoa (Zuza)      |                                                   |
| 2017 | A Fórmula                 | Neide Dantas               | Episódio: "10 de agosto de 2017"                  |

### Cinema
| Ano  | Título                                       | Papel                      | Notas          |
| ---- | -------------------------------------------- | -------------------------- | -------------- |
| 1965 | Quatro Brasileiros em Paris                  | —                          |                |
| 1968 | O Pequeno Mundo de Marcos                    | Ana                        |                |
| 1971 | Diabólicos Herdeiros                         | —                          |                |
| 1972 | Quatro Pistoleiros em Fúria                  | Bailarina                  |                |
| 1983 | Sexo, Sua Única Arma                         | —                          |                |
| 2004 | La Cumparsita                                | Ela mesma                  | Documentário   |
| 2006 | Crepúsculo de Odin                           | Elisa                      | Curta-metragem |
| 2007 | O Signo da Cidade                            | Mãe de Biô                 |                |
| 2008 | Bezerra de Menezes - O Diário de um Espírito | Irmã de Bezerra de Menezes |                |
| 2010 | Chico Xavier                                 | Carmem                     |                |
| 2010 | Nosso Lar                                    | Laura                      |                |
| 2011 | O Filme dos Espíritos                        | Gaby Rivail                |                |
| 2012 | E a Vida Continua...                         | Lucinda                    |                |
| 2018 | Talvez uma História de Amor                  | Dona Eunice                |                |
| 2024 | Horizonte                                    | Jandira                    | [ 9 ]          |

### Internet
| Ano           | Título         | Cargo         | Plataforma |
| ------------- | -------------- | ------------- | ---------- |
| 2020-presente | Atriz Ana Rosa | Apresentadora | YouTube    |

## Teatro
- O Mundo Não me Quis
- Entre Loiras e Morenas
- Pelés e Peladas
- Uma Janela para o Sol
- Os Inimigos Não Mandam Flores
- Os Marginalizados
- Médico à Força
- Se
- Camas Redondas, Casais Quadrados
- A Calça
- A Nonna
- Dona Rosita, a Solteira
- Amor Bruxo
- Trair e Coçar, É só Começar
- As Lobas
- Prezado Amigo
- Violetas na Janela
- O Cândido Chico Xavier
- Três Mulheres Altas

## Prêmios e indicações
| Ano  | Premiações                      | Categoria              | Nomeações   | Resultado | Ref.  |
| ---- | ------------------------------- | ---------------------- | ----------- | --------- | ----- |
| 1965 | Troféu Imprensa                 | Melhor Atriz Revelação | Alma Cigana | Venceu    |       |
| 2023 | Festival de Cinema de Vassouras | Melhor Atriz           | Horizonte   | Venceu    | [ 9 ] |